# Зоя Космодемьянская (фильм)
Не путать с Зоя (фильм, 2020)
Зоя Космодемьянская — фильм режиссера Ольги Товма, созданный в 2018 году и выпущенный в прокат в 2021 году. Посвященный образу советской героини Зои Космодемьянской.

## Сюжет
Декабрь 1941 года. Корреспондент Лидов попадает под обстрел в заснеженном лесу. Спасаясь, он натыкается на вырезанную на дереве надпись: "Фрицы убили Таню". Добравшись до своих и сидя в бревенчатом погребе, он слышит рассказ партизана о храброй девочке. Лидов собирается написать очерк, но редактор полагает, что это просто "партизанская байка". Корреспондент едет в Петрищево и видит, как Таня превратилась в героиню фольклора. Дети изображают ее последние минуты перед казнью, восхищаясь ее бесстрашием. Крестьянин удивляется тому, как она довела немцев до бешенства и исступления. Полоумная женщина завидует, что Таня уже в раю. Лидов обнаруживает труп Тани и вновь просит редактора опубликовать очерк о храброй героине. 
Далее идет сцена истязаний Тани. Сначала ее подвешивают на крюк, затем немецкий офицер предлагает ей выпить вина за здоровье фюрера и, получив отказ, насилует ее кочергой. В процессе конвоирования она пытается бежать, но ее едва не забивает палкой местная жительница, дом которой сожгли советские диверсанты. Зимой 1942 года в лесу партизаны нападают на немецкого солдата. В его вещах обнаруживается фотография повешенной девушки. Корреспондент выясняет, что храбрую диверсантку звали Зоя Анатольевна Космодемьянская. Находят ее мать, но она не сразу признает в погибшей свою дочь. Корреспондент сообщает, что на роль матери героини претендуют разные женщины. 
Идет дальнейшее журналистское расследование. У героини должен быть предатель. Выясняется, что на момент диверсии немцев в Петрищево не было, а диверсанты получили неверную информацию. На роль предателя сначала выдвигают приятеля Зои по разведшколе, но корреспондент узнает, что юную партизанку немцам сдали сами местные жители. Работник спецслужб в форме НКВД намекает, что легенда героини должна быть безупречной, а народ не может быть предателем. Корреспондент и сам начинает сомневаться в подвиге. В госпитале он находит командира части и пытается понять, была ли Зоя адекватна. Кроме того, он полагает, что приказ сжигать дома за линией фронта был преступным. Однако корреспондент беседует с маленькой девочкой из Петрищево и понимает, что Зоя вдохновила ее быть сильной.

## Роли
- Зоя Космодемьянская — Надежда Петрушова
- Петр Лидов, корреспондент — Сергей Ключников
- Полковник Рюдер — Олег Шмаров
- Мать Зои — Валерия Волкова.